# Simón de Colonia

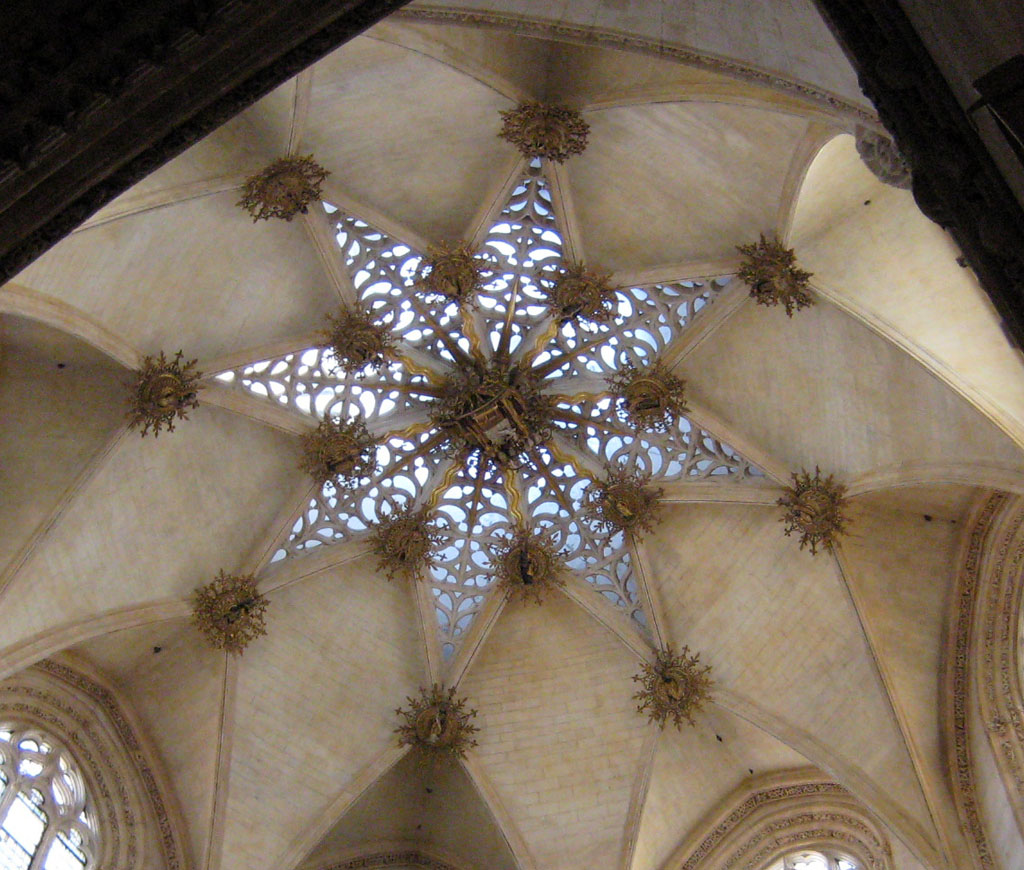
Catedral de Burgos: interior del cimborrio de la Capilla del Condestable, obra de Simón de Colonia.

Simón de Colonia (Burgos, hacia 1450 - Burgos, 1511) fue un arquitecto y escultor español, hijo del arquitecto gótico Juan de Colonia y padre del también arquitecto y escultor Francisco de Colonia.

## Biografía
Se desconoce su fecha de nacimiento -algunos escriben “hacia 1450”, dado que el matrimonio de sus padres consta ya en 1454-, y la de su muerte (con mayor probabilidad se estima el año de 1511, a finales, pues el 28 de noviembre de 1511 aparece como maestro de la catedral su primogénito Francisco). Hijo del arquitecto Juan de Colonia y de la burgalesa María Fernández, tuvo cinco hermanos (uno de ellos, Diego, también arquitecto). 
Desde 1481 figura como maestro de la catedral de Burgos (sucede así a su padre). Casó, primero, con María Sánchez, con la que tuvo siete hijos: Francisco, Diego, María, Jerónimo, Ximón, Pedro e Isabel. En segundas nupcias lo hizo con Mencía de San Martín, de la que no tuvo descendencia. A finales del siglo XV vivía el cantero en la plaza de la Coronería (hoy calle de Fernán González).

## Labor arquitectónica

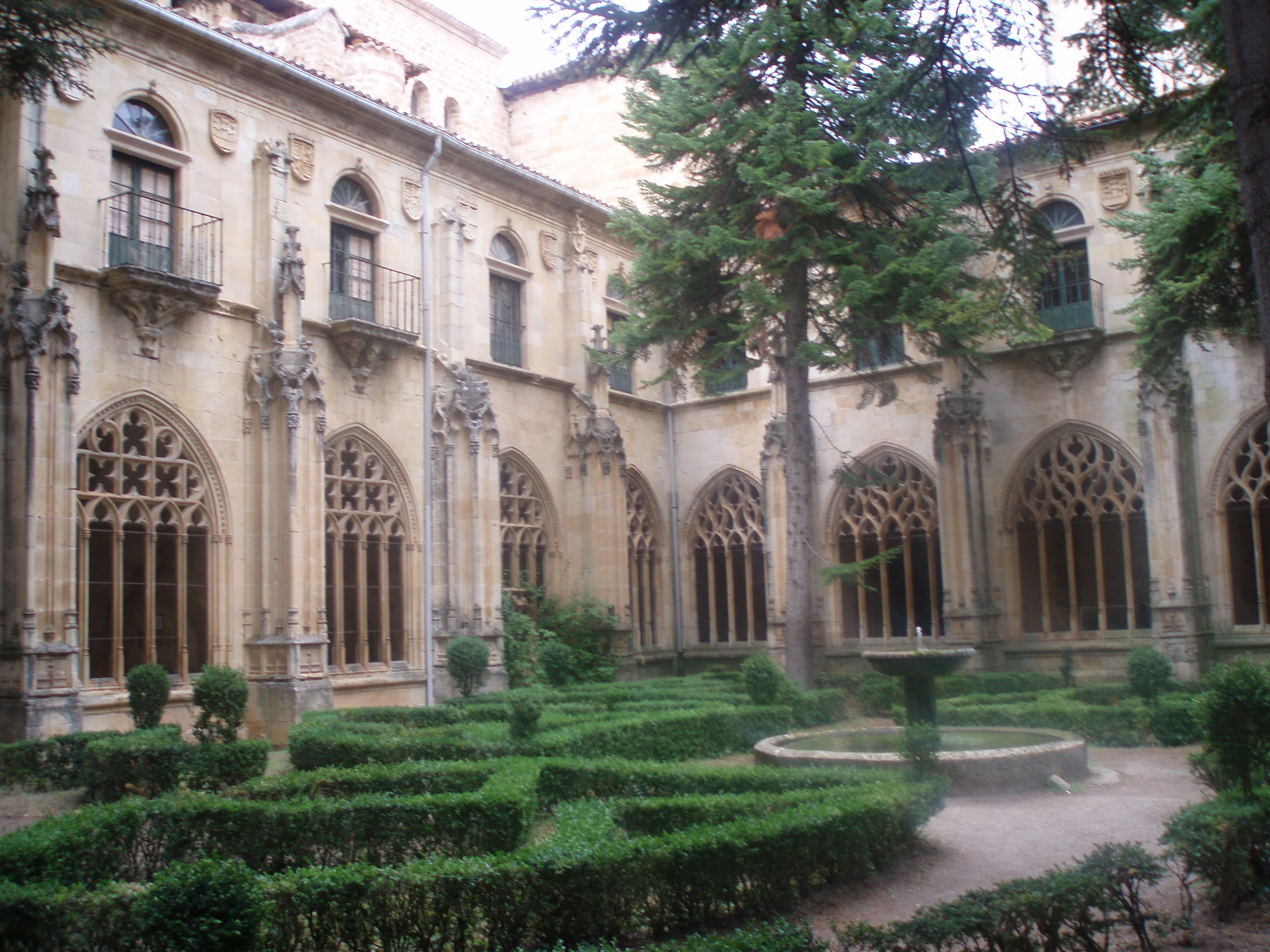
El claustro bajo del monasterio de San Salvador de Oña fue trazado por Simón de Colonia.

Su obra más conocida es la capilla del Condestable de la catedral de Burgos, aunque también trabajó en otros importantes edificios como la cartuja de Miraflores (iniciada por su padre), la capilla de la Concepción también de la Catedral de Burgos, la ampliación de la iglesia de San Juan de Ortega, la reforma de la iglesia del monasterio de San Pedro de Arlanza, la iglesia de Santa María (Aranda de Duero), el coro alto de la iglesia de San Esteban de Burgos (1502) o el claustro del monasterio de San Salvador de Oña (encomendado por el abad Andrés Gutiérrez de Cerezo). 
Fuera de Burgos intervino en diversas obras; así, en 1496 participa en las de San Juan de los Reyes de Toledo, o entre 1497 y 1502 trabaja en la edificación de la Catedral de Sevilla.
Los planos del Convento de La Merced de Burgos pueden corresponder a él, o quizá a su hijo Francisco.

## Labor escultórica
Según Bango Torviso: Nadie ha sido capaz de definir de una manera precisa y convincente cual es la forma de esculpir de Simón; las afirmaciones a este respecto no dejan de ser meras vaguedades. En la documentación, los referentes como oficio que aparecen son el de maestro de obras o el de cantero. Como la arquitectura religiosa de la época incluía una cantidad importante de escultura monumental, Simón contaba en su taller con oficiales a sus órdenes que se encargaban de labrar sus proyectos.
Decoró profusamente sus arquitecturas y mostró un marcado gusto germánico. El mejor ejemplo de esta decoración monumental es la capilla del Condestable de la catedral de Burgos, que tanto en su interior como en el exterior muestra imponentes blasones con tenantes y una multitud de figuras.
Se le atribuyen también, dentro de la catedral, los sepulcros de Pedro Fernández de Villegas y de Gonzalo Alonso.
En Valladolid colaboró con otros artistas en la portada principal de la iglesia del convento dominico de San Pablo y se encargó de las portadas de la capilla del colegio de San Gregorio y de la capilla nueva del Crucifijo, en el mismo convento de San Pablo. No se conservan ni el sepulcro de fray Alonso de Burgos ni el retablo mayor de la iglesia, que debían de ser dos obras más que notables.

## Reconocimientos
El CIFP Simón de Colonia (Burgos) lleva el nombre del arquitecto burgalés.